# Râul Ende, Kureika
Ende (în rusă Эндэ) este un râu din raionul Evenkia⁠(d) (ținutul Krasnoiarsk) al Rusiei, afluent stâng al râului Kureika⁠(d). Lungimea râului este de 172 km, iar suprafața bazinului hidrografic de 2830 km2.

## Curs
Râul Ende curge dintr-un mic lac fără nume, care se află în partea centrală a platoului Putorana⁠(d) la o altitudine de peste 404 m deasupra nivelului mării. Direcția principală a curentului este către sud-vest. Râul traversează o câmpie văluroasă largă (până la 5 km), curge prin lacurile Sigovoe, Verhnee Ende și Ende⁠(d), coboară către zone mai joase și se varsă în Kureika, dinspre stânga, la 274 km de gura de vărsare a acestuia în Enisei și la o altitudine de 98 m deasupra nivelului mării.
Afluenți principali (km până la confluență):
- ?? km: Diunmen (stânga)
- ?? km: Dolinnaia (dreapta)
- 106 km: Kuirghi-Amut (dreapta)
- 133 km: Sobacia (stânga)
- 153 km: Nearbakin (dreapta)

## Debit
Râul este alimentat de zăpadă și ploaie. Cursul său este format în urma inundațiilor de primăvară și de vară și a ploilor de vară. Ende îngheață în cursul superior la sfârșitul lunii septembrie – începutul lunii octombrie, iar înghețul continuă până în luna iunie.
Debitul râului este rapid, până la 5 m/s, iar pe porțiunile în care se împarte în mai multe canale scade până la 0,3 m/s. Numeroase repezișuri și cascade se află pe cursul râului, iar în albia râului se formează ostroave, bare de canale⁠(d) și vâltori. Nu există așezări umane permanente pe malurile râului.